# Premio del Jurado a la mejor fotografía
Il Premio del Jurado a la mejor fotografía (Premio della giuria alla miglior fotografia) è il premio alla miglior fotografia assegnato nel corso del Festival internazionale del cinema di San Sebastián.

## Albo d'oro

### Anni 1990
- 1996: Javier Aguirresarobe - Bwana
- 1997: Nic Morris - Firelight
- 1998: Rodrigo Prieto - Un embrujo
- 1999: Alfredo F. Mayo - Cuando vuelvas a mi lado

### Anni 2000
- 2000: Nicola Pecorini - Harrison's Flowers
- 2001: Roman Osin - The Warrior
- 2002: Sergei Mikhalchuk - Lyubovnik
- 2003: Eduardo Serra - La ragazza con l'orecchino di perla (Girl with a Pearl Earring)
- 2004: Marcel Zyskind - 9 Songs
- 2005: Jong Lin - Xiang Ri Kui
- 2006: Nigel Bluck - Half Moon
- 2007: Charlie Lam - Cheut ai kup gei
- 2008: Hugo Colace - El nido vacío
- 2009: Cáo Yǔ - City of Life and Death

### Anni 2010
- 2010: Jimmy Gimferrer – Aita
- 2011: Ulf Brantås – Happy End
- 2012: Turaj Aslani – Fasl-e kargadan
- 2013: Pau Esteve Birba – Caníbal
- 2014: Álex Catalán – La isla mínima
- 2015: Manuel Dacosse – Évolution
- 2016: Ramiro Civita – El invierno
- 2017: Florian Ballhaus – Der Hauptmann
- 2018: Pedro Sotero – Rojo
- 2019: Laura Merians Goncalves – Pacified

### Anni 2020
- 2020: Yūta Tsukinaga – Naku ko wa ineega
- 2021: Claire Mathon – Undercover - L'infiltrato (Enquête sur un scandale d'État)
- 2022: Manuel Abramovich – Pornomelancolía
- 2023: Nadim Carlsen – Kalak